# 許長國
許長國，MH（英語：（1962年3月5日—2003年4月18日）），香港著名保齡球手，先後在亞運會、亞洲職業巡迴賽、世界大師賽及世界保齡球優秀賽等擊敗世界主要對手，奪取金牌，曾在世界男子保齡球手中排名第一。2003年，他因出現腦腫瘤猝死，得年41歲。

## 生平
許長國自小在香港屯門長大，中學考入新界鄉議局元朗區中學，但因為他英文成績欠佳，中一留班，中學未畢業已跟隨姐夫到青山灣做魚欄買手。28歲轉行在髮型屋工作，由俗稱「洗頭仔」的洗髮工人做起，七個月後轉做髮型師。
他13歲開始與保齡球結下不解緣。最初在元朗體育館練球，1981年經體育會選拔出賽，1987年在北角和富保齡球場內，許長國遇上美國保齡球協會教練及亞運冠軍車菊紅的前教練張鶴洲，自此跟他學習打保齡
，1993年至1994年期間加入香港保齡球隊，並在1994年參加廣島亞運會的男子優秀賽，卻因帶病上陣，高燒不退及訓練不足，最終三甲不入，但經過嚴密備戰後，1998年亞運時終於奪得金牌。他亦是首名登上男子保齡球員排行榜第一位的香港選手。
雖然許長國父母反對他參與保齡球運動，而許氏亦因經濟拮据，曾多次考慮退出港隊，但直至贏得亞運後，他開始教人打保齡維持生計。隨後再在多場國際賽事中奪冠，成為繼車菊紅後香港最受注目的保齡球手。
在保齡球場上，他以能夠承受高壓見著。他的前教練Purvis Granger指每當現場觀眾敲鑼打鼓時，他都顯得信心十足，顯然酷愛這些噪音。但他以世界冠軍的身分，卻拒絕做健身運動，令教練感到不滿，而他亦愛煙酒，令健康每況愈下。
2001年杜拜舉行「世界大師優秀賽」，由於有參賽球手退出比賽，許長國以候補身分角逐此國際性大賽，並且奪得冠軍錦標。同年，他夥拍年輕隊友胡兆康出戰大阪東亞運動會，合力贏取雙人賽金牌，並因為該年佳績，他榮膺為2001年亞洲最佳保齡球手。
雖然許長國在球場上獲獎無數，但他生活一般，一家住在屯門田景邨田樂樓的廉租屋單位，當時他教人打保齡，工作密的時候每月有1萬元收入，而政府每月再給他1.1萬元生活津貼。他曾說：「亞洲比賽少，職業球手都到美國謀生。在美國贏一場冠軍有2至3萬美金作獎金，在亞洲只有5000(元)，但做職業球手，至少在那邊停留半年到一年，生活費平均五、六千美元一個月。初出道，贊助少，單是第一筆上路費就要幾萬美金，還要先放下一大筆家用......」最後他亦放棄到美國轉做職業球員。
2002年，他參與釜山亞運時落敗後，宣布退出港隊，結束十年運動員生涯，之後與友人合營保齡球用品店，自己亦銷售濾水設施。

## 病逝
在病逝前一年，許長國宣布正式退出港隊，直至2003年4月5日，本來沒有大病的他，因頭痛而到跑馬地養和醫院求診。
4月16日再因頭痛及嘔吐而到屯門醫院急症室，醫生只替許注射止暈針及止嘔針，並無照X光及作腦掃描。4月17日下午2時，他在家中突感頭痛，家人立即召救護車將他送往屯門醫院急症室，許接受照肺及作腦部掃描後，證實肺及後腦有陰影，需要在深切治療部留醫，但晚上11時許，許氏病情迅速惡化，並在4月18日零時宣告不治。
當時香港正值非典疫情的高峰，許妻曾指屯門醫院集中人手處理非典型肺炎，疏忽照顧，令其夫失救致死。
他的太太伍美荷曾是保齡球場餐廳侍應，兩人在球場上認識，婚後育有兩子；在許氏過世時，長子許恆駿18歲，是應屆中五生；次子許恆傑，當時16歲，是智障人士，寄宿校內。
當許長國逝世後，香港體育界為他的遺孀日後的生活舉行大型跑步籌款，集資69萬元。他的猝死亦令一些保險公司向獎牌運動員贊助一份終身人壽及儲蓄保險。目前香港體育學院體能訓練中心外的草地，亦設置一幅牌匾，種下一棵細葉榕，紀念許長國。同年，許長國長子就讀的譚李麗芬紀念中學增設一支保齡球隊，以紀念他為該校訓練保齡選手。

## 獎項
- 2001年──第3屆東亞運動會保齡球男雙冠軍
- 2001年──世界保齡球優秀賽冠軍
- 2000年──亞洲保齡球巡迴賽總決賽亞軍
- 1999年──亞洲保齡球巡迴賽總決賽第6名
- 1998年──第13屆亞運會保齡球精英賽冠軍

## 榮譽
- 香港特區政府嘉獎

榮譽勳章（MH）（1999年）
- 香港傑出運動員選舉

「香港傑出運動員」（2001年）